# Орлов, Андрей Игоревич
Андре́й И́горевич Орло́в (укр. Андрій Ігорович Орлов, позывной — Сармат; 29 октября 1983, Полтава — 6 сентября 2023) — украинский военнослужащий, сержант, участник российско-украинской войны. Герой Украины (14 ноября 2022).

## Биография
Родился 29 октября 1983 года в Полтаве. В 2007 году окончил Полтавский национальный педагогический университет имени В. Г. Короленко. В 2006—2014 годах работал в международных компаниях, в том числе специалистом по обучению персонала «Metro Cash & Carry» и менеджером проекта «Nestlé Украина» в Киеве.
В 2014—2016 годах в составе батальона «Донбасс» Национальной гвардии Украины принимал участие в антитеррористической операции на Востоке Украины. В 2016 году учился в школе снайперов, служил заместителем командира взвода снайперов.
На момент начала полномасштабного вторжения войск РФ в Украину (24 февраля 2022 года) находился в Багдаде, где работал охранником в одной из международных компаний, однако расторг контракт раньше.
С марта 2022 года участвовал в отражении российского вторжения в Украину.
В сентябре 2022 года в составе разведывательной группы Андрей Орлов принимал участие в боях в районе села Малая Сейдеминуха Бериславского района Херсонской области. Во время боя Андрей Орлов получил осколочное ранение уха и шеи.
10 ноября 2022 года в составе разведывательного отряда участвовал в освобождении Снигирёвки Баштанского района Николаевской области и лично поднял флаг над зданием районной администрации.
Погиб в бою 6 сентября 2023 года.

## Награды
- Звание «Герой Украины» с удостоением ордена «Золотая Звезда» (14 ноября 2022) — за личное мужество и героизм, проявленные в защите государственного суверенитета и территориальной целостности Украины, верность военной присяге[7].
- Крест боевых заслуг (10 ноября 2023, посмертно) — за личное мужество и самоотверженность, проявленные в защите государственного суверенитета и территориальной целостности Украины, преодоление последствий чрезвычайных ситуаций, вызванных вооруженной агрессией российской федерации, верность Украинскому народу и Военной присяге и по случаю годовщины освобождения города Херсон от оккупации российских войск[8].